# 大木真太郎
大木 真太郎（おおき しんたろう）は、TBSテレビコンテンツ制作局制作プロデューサー。

## 人物
- 元々は阿部龍二郎の下で、ディレクター（｢月曜組曲｣は演出・プロデューサー）を担当。2008年にプロデューサーだった阿部は編成局担当部長に異動するため、｢うたばん｣や｢COUNT DOWN TV｣（現・「CDTVライブ!ライブ!」／「CDTVサタデー」）などの担当番組を引き継がれ、当時チーフプロデューサーだった中鉢功や小谷和彦の下でプロデューサー、演出・プロデューサーを担当した。
- 2009年7月には、中鉢が音楽番組チーフプロデューサーの担当から離れて大木がチーフプロデューサーを担当した。
- 2012年からはチーフプロデューサーからエグゼクティブプロデューサーに昇格するも、2014年8月にはEMP（エグゼクティブ・マネージメントプロデューサー）に再び昇格した（一部の番組は小谷がチーフプロデューサーからマネージメントプロデューサーに肩書きしたため、プロデューサーからエグゼクティブプロデューサーに昇格している）、そして2018年7月には再びエグゼクティブプロデューサー、2020年10月には再びチーフプロデューサーに戻り、2021年7月から制作プロデューサーを担当することになる。
- 2021年7月1日付で制作局制作1部長に昇進、担当していた一部の番組は竹永典弘、小林弘典チーフプロデューサーに引き継いだ。
- 2024年7月1日付で現職。コンテンツ制作局制作1部長は髙宮望に引き継ぎ、現在に至る。

## 現在の担当番組
2025年7月現在
- 制作
  - 音楽の日（第12回 - 、以前はプロデューサー・総合演出→制作統括→エグゼクティブプロデューサー→チーフプロデューサー）

- 制作プロデューサー
  - CDTVライブ!ライブ!（COUNT DOWN TV名義時代は当初プロデューサー、CDTVサタデー時代はエグゼクティブプロデューサー）
  - 輝く!日本レコード大賞（第63回 - 、以前はプロデューサー→チーフプロデューサー）
  - ふるさとの未来（2022年11月16日 - 、以前はプロデューサー→チーフプロデューサー）

## 過去の担当番組
- ディレクター
  - メガヒットライブ
  - 関口宏の東京フレンドパーク2
  - ここがヘンだよ日本人
  - クリスマスの約束2001

- プロデューサー
  - オールスター感謝祭（2002春）
  - 月曜組曲（演出兼務）
  - バラエティニュース キミハ・ブレイク
  - Sound Room
  - Momm!!
  - なかい君の学スイッチ
  - 日本有線大賞
  - ふるさとの夢
  - あなたが聴きたい歌のスペシャル（総合演出兼務）

- チーフプロデューサー
  - うたばん（以前はディレクター）
  - 月光音楽団
  - ザ・ミュージックアワー
  - 中居大輔と本田翼と夜な夜なラブ子さん（以前はエグゼクティブプロデューサー）
  - 生放送で満点出せるか100点カラオケ音楽祭（第3回のみ）
  - 歌のゴールデンヒット（第8回のみ）
  - ビートたけしの公開!お笑いオーディション（第19回）

- エグゼクティブプロデューサー
  - 火曜曲!
  - 日曜ゴールデンで何やってんだテレビ
  - リシリな夜
  - ライブB♪
  - ぴったんこカン・カン（以前はディレクター→演出・プロデューサー→EMP）
  - ハロウィン音楽祭
  - クリスマス音楽祭
  - 卒業ソング音楽祭（第4回は落合芳行EPと共に担当）

- 制作プロデューサー
  - UTAGE!（2021年8月 - 、以前はプロデューサー→チーフプロデューサー）※2014年4月 - 2015年9月まではレギュラー番組、それ以降は不定期特番
  - 中居正広の金曜日のスマイルたちへ（以前はチーフプロデューサー）
  - THE MC3
  - タミ様のお告げ

- 協力プロデューサー
  - さんま・玉緒のお年玉あんたの夢をかなえたろかスペシャル